# Вымыслы
«Вымыслы» — студийный альбом Инны Желанной и группы и Farlanders, изданный в 2004 году.

## Список композиций
В альбоме использованы русские народные песни Тверской, Смоленской, Рязанской областей, собранные Сергеем Старостиным.
| №                   | Название            | Длительность |
| ------------------- | ------------------- | ------------ |
| 1.                  | «Валентинушка»      | 4:00         |
| 2.                  | «Девки»             | 6:34         |
| 3.                  | «Вымыслы»           | 4:03         |
| 4.                  | «По сеням»          | 7:59         |
| 5.                  | «Пташечки»          | 5:17         |
| 6.                  | «Купаленка»         | 4:08         |
| 7.                  | «Танюша»            | 4:52         |
| 8.                  | «Марьюшка»          | 5:23         |
| 9.                  | «Утки»              | 5:48         |
| 10.                 | «Рано-рано»         | 6:46         |
| 11.                 | «Ваня»              | 6:49         |
| 12.                 | «Перепелушка»       | 4:34         |
| Общая длительность: | Общая длительность: | 1:06:13      |

| №   | Название              | Длительность |
| --- | --------------------- | ------------ |
| 13. | «Вымыслы» (DJ ремикс) | 7:57         |

## Участники записи
- Инна Желанная — вокал
- Сергей Старостин — вокал (4, 7, 11, 12), свистулька (1), гусли (2), свирель (3, 9)
- Сергей Калачёв — бас-гитара, акустическая гитара (2), шейкер (2), тамбурин (3)
- Владимир Жарко — барабаны
- Игорь Журавлёв — гитара
- Аркадий Шилклопер — альпийский рог (2), французский горн (6), флюгельгорн
- Сергей Клевенский — свистулька (4, 7), жалейка (4), кларнет (8, 11), свист (9), свистулька (10), вокал (11), волынка (12)